# 生板村
生板村（まないたむら）とは、茨城県稲敷郡にかつて存在した村である。

## 地理
- 現在の河内町の西部に位置する。
- 村の北部には新利根川、南部には利根川が流れている。
- 村のほとんどは平地である。
- 当村域のうち利根川南岸の部分は合併後に対岸の千葉県印旛郡栄町へ編入された。

## 歴史

### 沿革
- 1889年（明治22年）4月1日 - 町村制施行に伴い、生板村・幸谷村・龍ケ崎町歩・角崎町歩・小林町歩・生板鍋子新田・大徳鍋子新田が合併し河内郡生板村が発足。
- 1896年（明治29年）4月1日 - 河内郡が信太郡と合併して稲敷郡が発足。稲敷郡生板村になる。
- 1955年（昭和30年）5月3日 - 源清田村・長竿村と合併して河内村となり消滅。
- 1956年（昭和31年）1月1日 - 河内村のうち生板鍋子新田と龍ヶ崎町歩のそれぞれ一部が千葉県印旛郡栄町へ編入される（越境合併）。

変遷表
| 1868年 以前 | 1868年 以前        | 明治4年            | 明治22年 4月1日 | 明治29年 4月1日 | 明治29年 4月1日 | 昭和30年 5月3日 | 昭和31年 1月1日 | 平成8年 6月1日 | 現在          |
| ----------- | ------------------ | ------------------ | --------------- | --------------- | --------------- | --------------- | --------------- | -------------- | ------------- |
|             | 生板村             | 生板村             | 生板村          | 稲敷郡 発足     | 生板村          | 河内村          | 河内村          | 町制           | 茨城県 河内町 |
|             | 幸谷村             |                    | 生板村          | 稲敷郡 発足     | 生板村          | 河内村          | 河内村          | 町制           | 茨城県 河内町 |
|             | 生板鍋子新田       |                    | 生板村          | 稲敷郡 発足     | 生板村          | 河内村          | 河内村          | 町制           | 茨城県 河内町 |
|             |                    | 大徳鍋子新田       | 生板村          | 稲敷郡 発足     | 生板村          | 河内村          | 河内村          | 町制           | 茨城県 河内町 |
|             | 龍ケ崎町歩         |                    | 生板村          | 稲敷郡 発足     | 生板村          | 河内村          | 河内村          | 町制           | 茨城県 河内町 |
|             | 小林町歩           |                    | 生板村          | 稲敷郡 発足     | 生板村          | 河内村          | 河内村          | 町制           | 茨城県 河内町 |
|             | 角崎町歩           |                    | 生板村          | 稲敷郡 発足     | 生板村          | 河内村          | 河内村          | 町制           | 茨城県 河内町 |
|             | 生板鍋子新田の一部 | 生板鍋子新田の一部 | 生板村          | 稲敷郡 発足     | 生板村          | 河内村          | 栄町 に編入     | 栄町           | 千葉県 栄町   |
|             | 龍ケ崎町歩の一部   |                    | 生板村          | 稲敷郡 発足     | 生板村          | 河内村          | 栄町 に編入     | 栄町           | 千葉県 栄町   |

## 人口・世帯

### 人口
総数 [単位： 人]
| 1891年（明治24年） | 2,865 |
| 1920年（大正 9年） | 3,103 |
| 1935年（昭和10年） | 3,172 |
| 1950年（昭和25年） | 4,170 |

### 世帯
総数 [単位： 世帯]
| 1920年（大正 9年） | 618 |
| 1935年（昭和10年） | 605 |
| 1950年（昭和25年） | 695 |